# Hymenophyllum pyramidatum
Espèce
Hymenophyllum pyramidatum est une fougère de la famille des Hyménophyllacées.

## Description
Cette espèce a les caractéristiques suivantes :
- son rhizome est long et filiforme ;
- les frondes, pendantes, robustes, pouvant atteindre 65 centimètres de long pour six centimètres de large, ont un pétiole de deux à neuf centimètres de long ailé ;
- le limbe est divisé deux fois ; il compte jusqu'à cinquante paires de divisions primaires ;
- les divisions primaires sont triangulaires et profondément lobés, parfois jusqu'à la division, avec six à douze paires de segments ; elles ont de deux à quatre centimètres et demi de long sur six à onze millimètres de large ; elles sont parcourus axialement par de nombreuses veines ailées sur les deux faces du limbe, en particulier l'axe de la division primaire (ce qui distingue cette plante de Hymenophyllum lobatoalatum ;
- la plante est abondamment couverte de poils en étoile très caractéristiques du sous-genre Sphaerocionium ;
- Les sores, solitaires, sont portés par l'extrémité d'un segment ou d'un lobe, majoritairement à la partie terminale du limbe ;
- l'indusie est formée deux lèvres aussi larges que longues et couvrant intégralement les grappes de sporanges.

## Distribution
Cette espèce est présente en Amérique du Sud andine : Bolivie, Colombie, Pérou.
Elle est principalement épiphyte des troncs d'arbres de forêts pluviales.

## Historique
En 1827, Nicaise Auguste Desvaux décrit une première fois cette espèce dans le genre Hymenophyllum à partir d'un échantillon probablement collecté au Pérou par Joseph Dombey.
En 1938, Edwin Bingham Copeland la transfère dans le genre Sphaerocionium : Sphaerocionium pyramidatum (Desv.) Copel..
En 1974, Conrad Vernon Morton la place dans la sous-section Plumosa de la section Sphaerocionium du sous-genre Sphaerocionium du genre Hymenophyllum.
Enfin, en 2006, Atsushi Ebihara, Jean-Yves Dubuisson, Kunio Iwatsuki, Sabine Hennequin et Motomi Ito confirment le classement d'origine dans le genre Hymenophyllum et la placent dans le sous-genre Sphaerocionium comme espèce représentative de ce sous-genre Sphaerocionium.

## Position taxinomique
Hymenophyllum pyramidatum appartient au sous-genre Sphaerocionium.
Elle compte donc un seul synonyme lié aux reclassements de la famille des Hymenophyllacées :
- Sphaerocionium pyramidatum (Desv.) Copel.

Une variété a été décrite par Georg Hans Emmo Wolfgang Hieronymus en 1904 à partir de l'espèce Hymenophyllum lobatoalatum Klotsch :
- Hymenophyllum pyramidatum var. lobatoalata (Klotsch) Hieron.[5]

Cette variété est en fait un synonyme de Hymenophyllum lobatoalatum Klotsch.
Carl Christensen fait de Hymenophyllum lobatoalatum Klotsch un synonyme à part entière (synonymie reprise par l'index IPNI) et non une variété
mais Hymenophyllum lobatoalatum Klotsch est une espèce considérée maintenant comme différente, en particulier par Morton, Stolze et Ebihara et al.